# Чоке
Чоке или Хаджиталашман (на турски: Hacıdanişment) е село в Одринска Тракия, Турция, Вилает Одрин, околия Лалапаша.

## География
Село Чоке (Hacı Danişment Köyü) се намира на по около 20 километра северно от Селиолу и Лaлaпаша и на около 35 североизточно от Одрин и само на 10 км южно от днешната българска граница.

## История
През османско време е център на нахията Чоке. Според „Етнография на вилаетите Адрианопол, Монастир и Салоника“, издадена в Константинопол в 1878 година и отразяваща статистиката на населението от 1873 година, Хаджи-Талиш Мали (Hadji-Talich Mali) има 36 домакинства и 47 мюсюлмани и 104 българи.
През Илинденско-преображенско въстание Чоке е център на Втори въстанически район, един от четирите въстанически района, на които е разделен Одринският революционен окръг. За войвода на въстаническите действия във II Чокенски (Одрински) въстанически район е определен Кръстю Българията.
По време на Илинденско-Преображенското въстание, през нощта на 9 август четата му от 40 души напада селото, в което има 150 кавалеристи. Четниците нападат селото от три страни и атакуват с бомби пощата и казармата. В паниката голяма част от населението, стражарите и кавалерийският гарнизон бягат в Одрин. Акцията е отразена в европейския печат.